# Báránd
Báránd è un comune dell'Ungheria di 2.700 abitanti (dati 2001). È situato nella contea di Hajdú-Bihar.